# Giovanni Ricci (mathématicien)
Pour les articles homonymes, voir Ricci et Giovanni Ricci.
Giovanni Ricci (17 août 1904, Florence - 9 septembre 1973, Milan) est un mathématicien italien.

## Biographie
Giovanni Ricci nait et grandit à Florence, où il fait ses études secondaires. Il étudie ensuite les mathématiques à l'École normale supérieure de Pise avec une thèse sous la direction de Luigi Bianchi en 1925 en géométrie différentielle (titre de la thèse : « Le trasformazioni di Christoffel e di Darboux per le superficie rotonde, coniche e cilindriche. Alcune generazioni per rotolamento del cono e del cilindro di rotazione. »). Il est professeur assistant à l'Université de Rome « La Sapienza » pendant deux ans jusqu'en 1928, date à laquelle il rejoint la  Scuola Normale Superiore, où il est professeur pendant 8 ans et produit des travaux de recherche dans les domaines de la théorie des nombres, la géométrie différentielle, l'analyse (mathématiques) et la théorie des séries, avec des résultats significatifs obtenus sur la conjecture de Goldbach et le septième problème de Hilbert. Ricci rejoint l' Université de Milan à la fin de l'année 1936 ; il y reste professeur pendant 36 ans jusqu'à sa mort le 9 septembre 1973. Pendant son séjour à Milan, Ricci est largement engagé dans l'enseignement et le travail administratif et ses résultats de recherche ont diminué.

## Responsabilités et honneurs
Ricci est président de l'Union mathématique italienne de 1964 à 1967. Il est membre de l'Académie des Lyncéens depuis 1957. Il est également membre de l'Académie des sciences et des lettres de l'institut lombard.
Enrico Bombieri, lauréat de la médaille Fields, est l'un de ses élèves.

## Publications (sélection)
- « La scuola matematica pisana dal 1848 al 1948 », Società Italiana per il Progresso delle Scienze (SIPS), Milan, 1951.
- « Nozioni di calcolo superiore », Pubblicazioni della Scuola di Studi Superiori dell'ENI, Milan, 1958-61.
- « Momenti decisivi del pensiero matematico negli ultimi due secoli», Istituto matematico, Università di Milano, Milan, 1961.
- Introduzione alla matematica generale, La Goliardica, Milano, 1961.
- Analisi matematica. Appunti per uso degli studenti, 2 volumes, Libreria Editrice, Milan, 1959-61.
- Esercizi di analisi matematica (avec L. De Michele et G.L. Forti), Editrice Viscontea, Milan, 1973.